# Бредихино (Александровский сельсовет)
Бредихино — село Краснинского района Липецкой области. Входит в состав Александровского сельсовета.

## История
Бредихино уже в 1620 году упоминается в платежных книгах Елецкого уезда, как село с церковью: «Село Дмитриевское, что была деревня Бредихина на речке… под Гущиным лесом». Там же «Деревня Гуленская на Гущинском отвершке под Гущиным лесом». Деревня Гуленская, видимо, позднее была включена в состав села, так как в ряде документов более позднего периода село называется Бредихино (Гулевка).
Название патронимическое — по фамилии Бредихин.

## Население
| 2010 |
| ---- |
| 178  |